# 平岡精二
平岡 精二（ひらおか せいじ、1931年8月13日 - 1990年3月22日）は、日本の演奏者、ソングライター、編曲家である。日本作曲家協会会員。

## 人物
1931年（昭和6年）8月13日、東京府東京市（現在の東京都）に生まれる。実業家であり三味線奏者で東明節（とうめいぶし）の創始者として知られる、平岡凞こと初代平岡吟舟（1856年 - 1934年）の孫であり、凞の次男、二代目平岡吟舟（本名・平岡次郎）の次男である。シロフォン奏者・平岡養一（1907年 - 1981年）、フィギュアスケーター・平岡露子（1913年 - 2012年）の兄妹は父のいとこであり、「養一の長男」とするのは誤り。初代東明柳舟（本名・高橋楊子、1882年 - 1949年）は、凞の次女であり、精二からは伯母に当たる。
幼少期、木琴を習い、第二次世界大戦後、青山学院高等部在学中の15歳のころ、村上一徳（1913年 - 1963年）による「村上一徳とサーフライダーズ」に参加、プロとしてデビューする。1951年（昭和26年）、ゲイ・セプテットに加入、1954年（昭和29年）、青山学院大学経済学部を卒業し、ヴィブラフォン奏者として一本立ちする。1956年（昭和31年）6月、「平岡精二カルテット」を結成、その後、「平岡精二シックステット」に発展、「平岡精二クインテット」を結成する。渋みのある音色、抑揚の激しい歌で人気を博す。トランペット、アルト・サクソフォーン、マリンバなども演奏する。1958年（昭和33年）、ペギー葉山に『爪』を提供（本作は1964年（昭和39年）に再録音された）。1964年（昭和39年）、青山学院を舞台としたペギー葉山の代表曲『学生時代』を作詞・作曲・編曲、「平岡精二クインテット」が演奏した。山下毅雄の映画音楽等でマリンバを多く演奏したのが、平岡である。山下と出逢うきっかけは、親戚の養一の家の近くに山下が住んでいたことだという。
1990年（平成2年）3月22日、解離性大動脈瘤のため品川区旗の台の昭和大学病院で死去。満58歳歿。

## ディスコグラフィ
- 旗照夫「あいつ」
- ザ・シャデラックス「君についていこう」
- ペギー葉山「爪」「学生時代」
- 曽我町子「謎の女B」
- 松尾和子「或る窓」（1976年発売アルバム）
- 「青山学院校歌」 作詞: 大木金次郎、1974年制定[4][5]

## フィルモグラフィ
クレジットは「音楽」である。
- 『セクシー地帯』（セクシーライン） 監督: 石井輝男、 1961年1月9日公開
- 『如何なる星の下に』 監督: 豊田四郎、1962年4月15日公開
- 『ハイハイ3人娘』 監督: 佐伯幸三、1963年1月29日公開
- 『素敵な今晩わ』 監督: 野村芳太郎、1965年7月24日公開